# Радостна под Козаковом
Радостна под Козаковом (чеш. Radostná pod Kozákovem) је насељено мјесто са административним статусом сеоске општине (чеш. obec) у округу Семили, у Либеречком крају, Чешка Република.

## Становништво
Према подацима о броју становника из 2014. године насеље је имало 424 становника.